# Pilea barbiflora
Pilea barbiflora är en nässelväxtart som beskrevs av Ignatz Urban och Ekman. Pilea barbiflora ingår i släktet pileor, och familjen nässelväxter. Inga underarter finns listade i Catalogue of Life.